# Rutger Smith
Rutger Smith (Groninga, Países Bajos, 8 de julio de 1981) es un atleta neerlandés, especialista en la prueba de lanzamiento de peso, con la que ha logrado ser subcampeón mundial en 2005.

## Carrera deportiva
En el Mundial de Helsinki 2005 gana la medalla de plata en lanzamiento de peso, con una marca de 21,29 metros, tras el estadounidense Adam Nelson y por delante del alemán Ralf Bartels.
Dos años más tarde, en el Mundial de Osaka 2007 gana la medalla de bronce en la misma prueba, con un lanzamiento de 21.13, tras los estadounidenses Reese Hoffa y de nuevo Adam Nelson.
Posteriormente, en el Campeonato Europeo de Atletismo de 2012 ganó la medalla de plata, llegando hasta los 20.55 metros, tras el alemán David Storl (oro con 20.58 m) y por delante del serbio Asmir Kolašinac (bronce).